# Лоутон Коллінз
Джозеф Лоутон Коллінз (англ. Joseph "Lightning Joe" Lawton Collins; нар. 1 травня 1896 Новий Орлеан, Луїзіана — пом. 12 вересня 1987, Вашингтон) — американський воєначальник, генерал армії США, Начальник штабу Армії США (1949—1953), командир VII-го корпусу під час Другої світової війни.